# Dragoljub Brnović
Dragoljub Brnović fou un futbolista montenegrí.
Va néixer el 2 de novembre de 1963. Particià a la Copa del Món de Futbol de 1990 a Itàlia amb la selecció de Iugoslàvia. Pel que fa a clubs, destacà al Budućnost Titograd, Partizan de Belgrad, al Metz francès i a l'Orgryte IS suec.